# Prediccions pandèmia i preparacions anteriors a la pandèmia COVID-19
La planificació i la preparació per pandèmies ha succeït en els països i les organitzacions internacionals. L'Organització Mundial de la Salut escriu recomanacions i directrius, encara que no existeix un mecanisme sostingut de preparació dels països de revisió de les epidèmies i les seves capacitats de resposta ràpida. L'acció nacional depèn dels governs nacionals. En 2005-2006, abans de la grip porcina 2009 pandèmia i durant la dècada següent a ella, els governs dels Estats Units, França, Regne Unit i altres van aconseguir existències d'equips de salut estratègica, però sovint reduït les existències després de la pandèmia de 2009 per tal de reduir els costos.
Un informe de juny de 2018 revisarà va dir que els plans de pandèmia a tot arreu eren insuficients, ja que els virus naturals poden emergir amb més de el 50% les taxes de letalitat, però els fabricants de professionals de la salut i de política planificada com si pandèmies mai excedir la taxa de letalitat de 2,5% de la grip espanyola de pandèmia 1918. En els anys previs als COVID-19 pandèmiques, diversos governs van córrer exercicis de demostració (incloent carmesí de contagi), que va demostrar que la majoria dels països serien prou preparats. Ni els governs ni les grans empreses van prendre mesures. Diversos informes van posar en relleu la incapacitat dels governs nacionals per aprendre de les malalties anteriors brots, epidèmies i pandèmies. Richard Horton, editor en cap de The Lancet, va descriure la "resposta global a la SARS-CoV-2 [com] el fracàs de la política de ciència més gran en una generació".
Els primers brots a Hubei, Itàlia i Espanya van mostrar que els sistemes d'atenció de salut de diversos països rics es van veure desbordats. En països amb una infraestructura mèdica més feble, equips de llits de cures intensives i altres necessitats mèdiques en desenvolupament, es preveu que l'escassetat que es produeixi abans.

## Internacional
L'Organització Mundial de la Salut (OMS) i el Banc Mundial van advertir sobre el risc de pandèmies al llarg de la dècada de 2000 i la dècada de 2010, especialment després de l'epidèmia de SARS 2002-2004. La preparació a escala mundial Supervisió va publicar el seu primer informe a finals de 2019. Les iniciatives privades també plantejat la qüestió d'amenaces de pandèmia i les necessitats per a una millor preparació. En 2018, l'OMS va encunyar el terme, Malaltia X, que "representa el coneixement que una greu epidèmia internacional podria ser causada per un patogen actualment desconegut per causar la malaltia humana" per tal de centrar la investigació i el desenvolupament de possibles candidats per al següent, a les -el-temps desconegut, pandèmia.
divisions internacionals i la manca de preparació limitat col·laboració adequada. Qui està en projecte de preparació per a una pandèmia de grip tingut un US $ 39 milions de pressupost de dos anys, d'un pressupost d'US $ 4800000000000 2020-2021 de l'OMS.
Diverses organitzacions han participat durant anys el món es preparen per epidèmies i pandèmies. Entre les persones és la Coalició per a la Innovació preparació per a les epidèmies, co-fundada per la Fundació Bill i Melinda Gates, Wellcome Trust, i la Comissió Europea. Des 2017, la Coalició ha tractat de produir un enfocament de plataforma per fer front a les epidèmies emergents com COVID-19, el que permetria el desenvolupament de vacunes i la investigació ràpida d'immunitat en resposta als brots.

## Països

### França
Seguint les advertències i major preparació en la dècada de 2000, la pandèmia de grip porcina 2009 va conduir a un ràpid reaccions anti-pandèmiques entre els països occidentals. El cep H1N1 / 09 amb símptomes lleus i baixa letalitat, finalment, va conduir a una reacció sobre el sector públic l'excés de reactivitat, la despesa i l'alt cost de la vacuna contra la influença 2009. En els anys següents, les reserves estratègiques nacionals d'equips mèdics no van renovar de forma sistemàtica. A França, una compra de 382 milions d '€ de màscares, vacunes i altres per H1N1 sota la responsabilitat de l'Ministeri de Salut, Roselyne Bachelot va ser molt criticada.
Les autoritats sanitàries franceses van decidir el 2011 no reposar les seves reserves per tal de reduir les adquisicions i els costos d'emmagatzematge i es basen més en els subministraments de la Xina i la logística just-in-temps i distribuir la responsabilitat de les empreses privades de manera opcional. La reserva estratègica francesa es va reduir en aquest període de mil milions de màscares quirúrgiques i 600 milions de màscares FFP2 el 2010 a 150 milions i zero, respectivament, a principis de 2020.

### Regne Unit
Les simulacions de tipus gripal pandèmies s'han dut a terme pel Servei Nacional de Salut del Regne Unit (NHS) confia des del 2007 brot de grip H5N1 ("grip aviària"). Russell King, un administrador de la resiliència en l'NHS en el moment, va dir que "l'Oficina de el Gabinet havia identificat la disponibilitat i distribució dels EPI [equip de protecció personal] com a punt de pessic en una pandèmia".
L'exercici Cygnus va ser un exercici de simulació de tres dies realitzat per NHS England l'octubre de 2016 per estimar l'impacte d'una hipotètica pandèmia de grip H2N2 al Regne Unit. Va ser realitzat per Public Health England en representació del Departament de Salut i Atenció Social. Van participar dotze departaments governamentals d'Escòcia, Gal·les i Irlanda del Nord, així com fòrums de resiliència locals (LRF). Més de 950 treballadors d'aquestes organitzacions, presons i govern local o central van participar durant la simulació de tres dies, i es va comprovar la seva capacitat per fer front a situacions d'estrès mèdic elevat. Els participants es van col·locar a la setena setmana de la pandèmia, el pic de la crisi, quan hi ha la major demanda d'assistència sanitària. En aquesta fase, s'estima que el 50% de la població havia estat infectada, amb prop de 400.000 morts. La situació hipotètica era que la vacuna s'havia fabricat i comprat però encara no s'havia lliurat al Regne Unit. Els funcionaris de l'hospital i l'atenció social havien d'elaborar plans d'emergència per gestionar la tensió dels recursos, mentre que els funcionaris del govern estaven exposats a situacions que requerien una presa de decisions ràpida. Per fer la situació més realista, es van celebrar reunions COBRA entre ministres i funcionaris. Es van utilitzar mitjans de comunicació i xarxes socials simulades per donar actualitzacions fictícias. Una exempció de responsabilitat del govern al lloc web de preparació per a pandèmies del Regne Unit va declarar que l'exercici no pretenia gestionar futures pandèmies de diferent naturalesa, ni identificar quines mesures s'havien d'adoptar per evitar la transmissió generalitzada.
Els resultats de l'exercici van mostrar que la pandèmia provocaria el col·lapse del sistema sanitari del país per falta de recursos, i Sally Davies, la directora mèdica en aquell moment, va afirmar que la manca de ventiladors mèdics i la logística d'eliminació dels cadàvers eren greus. qüestions. Els resultats complets de l'exercici es van classificar originalment, però després es van publicar després d'una investigació i pressió pública. El novembre de 2020, el govern del Regne Unit va declarar que totes les lliçons identificades s'havien discutit en conseqüència i s'havien tingut en compte adequadament per als seus plans de preparació per a una pandèmia.
El Daily Telegraph va informar que una font governamental va dir que els resultats de la simulació eren "massa terrorífics" per ser revelats. Segons The Telegraph, l'exercici va fer suposar que un enfocament de "immunitat de ramat" seria la millor resposta a una epidèmia similar. Més tard, el diari britànic The Guardian va publicar un informe parcial de les troballes, fet que va provocar la insatisfacció pública sobre com es va gestionar. El maig de 2020, quan va ser entrevistat per The Guardian, Martin Green, director executiu de Care England, una de les empreses privades de llars d'atenció més grans del Regne Unit, va dir que el govern no havia alertat prèviament els sectors sanitaris privats de la manca de capacitat en cas de produir-se una pandèmia.
L'exercici Alice va ser un exercici de modelització de pandèmia de coronavirus MERS britànic del 2016 en què van participar funcionaris de Salut Pública d'Anglaterra i el Departament de Salut i Atenció Social. Moosa Qureshi, un consultor de l'hospital que va obtenir la informació no revelada prèviament sobre Alice el 2021, va dir que l'exercici "ens hauria d'haver preparat per a un virus amb un període d'incubació més llarg que la grip, que pot sobreviure en superfícies contaminades molt més temps que la grip, que requereix un alt nivells de protecció per als treballadors sanitaris, i contra els quals no es va poder vacunar abans d'una segona onada. Això hauria d'haver donat lloc a diferents estratègies sobre EPI i quarantena a partir d'una estratègia de grip".
Richard Horton, redactor en cap de The Lancet, va suggerir que les polítiques d'austeritat econòmica van tenir un paper en el Regne Unit "que no va actuar sobre les lliçons" del brot de SARS del 2002-2004 i que el Regne Unit estava "mal preparat" per al COVID. -19 pandèmia. Una investigació de The Guardian va assenyalar que la privatització i les retallades, així com la dependència del govern dels contractistes privats durant la pandèmia de la COVID-19, havien "exposat" Anglaterra al virus: "una infraestructura que una vegada hi havia per respondre a les crisis de salut pública. va ser fracturat, i en alguns llocs enderrocat, per les polítiques introduïdes pels governs conservadors recents, amb alguns canvis que es remunten als anys dels laboristes al poder".

### Estats Units
Segons el Global Health Security Index, una avaluació nord-americà i britànica que classifica les capacitats de seguretat sanitària en 195 països, els Estats Units el 2020 van ser la nació "més preparada" que aquestes avaluacions es basen en sis categories. Les principals categories vinculades a la pandèmia de la COVID-19 són: Resposta ràpida, Sistema sanitari i Prevenció. Malgrat aquesta avaluació, els Estats Units no van preparar les existències crítiques que els seus exercicis de planificació prediuen que serien necessaris i no van seguir els seus propis documents de planificació en executar la resposta a la pandèmia de COVID-19.

#### Informes que prediuen pandèmies globals
Els Estats Units han estat sotmesos a pandèmies i epidèmies al llarg de la seva història, incloent la grip espanyola de 1918, que va tenir un nombre estimat de 550.000 morts, la grip asiàtica de 1957, que va tenir un nombre estimat de 70.000 morts, i la grip de Hong Kong de 1968, que va patir. un nombre estimat de 100.000 morts. En la pandèmia més recent abans de la COVID-19, la pandèmia de grip porcina del 2009 va cobrar la vida de més de 12.000 nord-americans i va hospitalitzar 270.000 altres en el transcurs d'aproximadament un any.
La Comunitat d'Intel·ligència dels Estats Units, en el seu informe anual d'avaluació de l'amenaça mundial de 2017 i 2018, va dir que si un coronavirus relacionat "adquirís una transmissibilitat eficient de persona a persona", tindria "potencial pandèmic". L'avaluació de l'amenaça mundial de 2018 també va dir que els nous tipus de microbis que són "fàcilment transmissibles entre humans" segueixen sent "una amenaça important". De la mateixa manera, l'avaluació de l'amenaça mundial de 2019 va advertir que "els Estats Units i el món seguiran sent vulnerables a la propera pandèmia de grip o a un brot a gran escala d'una malaltia contagiosa que podria provocar taxes massives de mort i discapacitat, afectant greument l'economia mundial". tensar els recursos internacionals i augmentar les demandes de suport als Estats Units".

#### Plans i directrius actualitzats
El govern dels EUA va actualitzar el seu pla de pandèmia i les directrius públiques l'abril de 2017. El gener de 2017 havia actualitzat la seva estimació de mancances de recursos i una llista de problemes que el govern dels EUA havia de tenir en compte (anomenat llibre de jugades). El pla i les directrius eren públics. L'estimació de recursos i el llistat de temes no eren públics, encara que no estaven classificats i els periodistes els han obtingut i els han fet públics.
L'estimació de l'exèrcit dels buits de recursos el gener de 2017 va assenyalar "Deficiències i vulnerabilitats... manca d'infraestructura i EPI... i proves de confirmació de laboratori limitades... Els sistemes mèdics poden veure's desbordats per un augment espectacular del nombre de pacients. La disponibilitat del personal pot ser que també es limitarà a mesura que el personal mèdic s'infecti". L'últim any de l'administració de George W. Bush, l'Autoritat de Recerca i Desenvolupament Avançat Biomèdic (una divisió del Departament de Salut i Serveis Humans) "va estimar que es necessitarien 70.000 màquines [ventiladors] addicionals en una pandèmia de grip moderada. ."
La llista de problemes, o llibre de jugades, cobria condicions normals i condicions de pandèmia. En condicions normals, no hi va haver cap discussió sobre l'estimació i la creació d'estocs per utilitzar-los en emergències. En els Estats Units; l'Estoc Nacional Estratègic de màscares utilitzades contra la pandèmia de grip del 2009 no va ser reposat per l'administració Obama ni per l'administració Trump.
Les directrius de 2017 assenyalen que una vacuna per al virus de la grip porcina H1N1pdm09 del 2009 va trigar vuit mesos abans que estigués disponible per a la seva distribució a finals del 2009. Una vacuna per al virus del SARS del 2003 va trigar 13 anys a desenvolupar-se i estava preparada per a assaigs humans el 2016., que encara no han passat. Una vacuna per al virus MERS de 2009 va trigar deu anys a desenvolupar-se i va començar els assajos humans el 2019. No obstant això, les directrius deien que només caldrien sis mesos per desenvolupar i distribuir una vacuna per a la propera pandèmia, dient a les escoles i a les guarderies que podrien necessitar. per tancar tant de temps. Tanmateix, les directrius van dir a les empreses que només esperessin fins a dues setmanes de tancament de les escoles, dient que els empleats podrien haver de quedar-se a casa dues setmanes amb els seus fills.
Les directrius no esperaven cap tancament de negocis, tot i que els estudis havien pronosticat durant molt de temps caigudes del 80% en arts, entreteniment i recreació, i caigudes del 5% al 10% en altres activitats econòmiques durant un any, amb caigudes més severes en els mesos punta. Els estudis de preparació per a la pandèmia no van abordar l'acció del govern per ajudar les empreses, ni el camí de recuperació.
Les directrius preveien que "durant una pandèmia, la infecció en una àrea localitzada pot durar entre sis i vuit setmanes".
Les directrius de 2017 enumeraven els passos que podrien dur-se a terme, fins a l'aïllament domiciliari voluntari de persones malaltes i la quarantena domiciliària voluntària dels seus contactes durant un màxim de tres dies. No hi va haver cap discussió ni planificació per tancar negocis o ordenar que les persones es quedessin a casa, cosa que podria explicar els retards dels funcionaris a l'hora de decidir les ordres de quedar-se a casa durant la pandèmia de COVID-19 del 2020 i la manca de preparació per distingir els treballadors no essencials dels essencials. i protegir els treballadors essencials. A la pandèmia de grip de 1918, moltes ciutats van tancar almenys bars, fins a sis setmanes, i la majoria de ciutats tenien aïllament i quarantena obligatoris de les persones malaltes i els seus contactes. Les ciutats amb els tancaments més greus van tenir la millor recuperació econòmica.
Les directrius deien a les empreses que estiguessin preparades per mantenir els treballadors a 3 peus de distància, tot i que les directrius deien que la tos i els esternuts poden enviar virus a sis peus. La investigació diu que els esternuts poden enviar gotes de 27 peus i es poden allotjar en sistemes de ventilació. Les directrius no tenien en compte les distàncies entre els clients ni entre aquests i els treballadors.
Des de finals de la Guerra Freda, Rússia ha liderat campanyes de desinformació per augmentar la desconfiança en les autoritats de salut pública i per dir que la pandèmia de la sida, la pandèmia de la grip porcina del 2009, els brots d'Ebola i la pandèmia de COVID-19 eren armes biològiques creades pels Estats Units.

#### Reorganització i sortides
El maig de 2018, l'assessor de Seguretat Nacional John Bolton va reorganitzar el Consell de Seguretat Nacional dels Estats Units (NSC) del poder executiu, fusionant en gran part el grup responsable de la seguretat sanitària global i la biodefensa, establert per l'administració Obama després de l'epidèmia d'ebola del 2014, en un grup més gran responsable. per a la contraproliferació i la biodefensa. Juntament amb la reorganització, el líder del grup global de seguretat sanitària i biodefensa, el contraalmirall Timothy Ziemer, va marxar per unir-se a una altra agència federal, mentre que Tim Morrison es va convertir en el líder del grup combinat. Els crítics d'aquesta reorganització s'hi van referir com a "dissoldre" un grup de preparació per a una pandèmia.
Després de l'esclat de coronavirus, els periodistes van preguntar repetidament a Trump sobre aquesta reorganització, i Trump va oferir respostes contradictòries. El 6 de març de 2020, quan se li va preguntar en una roda de premsa si "repensaria" l'opció del 2018 de no tenir una oficina de preparació per a la pandèmia, Trump va donar a entendre que la reorganització havia estat una opció raonable en aquell moment perquè "mai es pot pensar realment [a pandèmia] passarà... qui hauria pensat que tindríem el tema?" El 13 de març, quan el corresponsal de PBS NewsHour a la Casa Blanca, Yamiche Alcindor, va preguntar si la reorganització havia obstaculitzat la resposta del govern al brot de coronavirus, Trump la va retreure per haver fet una "pregunta desagradable" i va afegir: "Jo no ho vaig fer.... Dissoldre, no, no en sé res... És l'administració, potser ho fan, deixen anar la gent... passen coses així". L'1 d'abril, el periodista de Fox News, John Roberts, va començar una pregunta dient: "Us vau desfer de l'oficina de pandèmia al Consell de Seguretat Nacional" i Trump va respondre: "No vam fer això", descrivint l'acusació quatre vegades com a "falsa". ", però sense aprofundir més. A partir del juliol de 2020, l'administració tenia previst crear una nova oficina de preparació per a una pandèmia dins del Departament d'Estat.
També el 2018, l'assessor de seguretat nacional Tom Bossert va abandonar l'administració, segons sembla a petició de Bolton. Bossert havia ajudat a crear els plans de biodefensa de l'administració Trump, i era la seva responsabilitat coordinar la resposta del govern en cas d'una crisi biològica. El successor de Bossert, Doug Fears, i el successor de Fears, Peter J. Brown, es van fer càrrec de les responsabilitats de biodefensa del DHS. Bloomberg News va informar el gener de 2020 que la biodefensa era aleshores una part "menys destacada" de les responsabilitats de l'assessor de seguretat nacional. En una altra sortida, Luciana Borio, directora de preparació mèdica i biodefensa del Consell de Seguretat Nacional, va deixar el seu càrrec el març de 2019. El Washington Post va informar el març de 2020 que la Casa Blanca no confirmaria la identitat del substitut de Borio.
Reuters va informar el març de 2020 que l'administració de Trump havia reduït dràsticament, durant els anys anteriors al brot de coronavirus, el nombre de personal que treballava a l'oficina de Pequín dels CDC dels EUA de 47 a 14. Segons Reuters, un dels membres del personal eliminat el juliol de 2019 era formar epidemiòlegs de camp xinesos per respondre als brots de malalties als seus focs. Trump va afirmar que l'informe sobre el tall de l'entrenador era "100% incorrecte", però el CDC dels Estats Units va reconèixer que l'informe era cert. L'administració Trump també va confirmar que havia tancat les oficines de Beijing de la National Science Foundation (NSF) i de l'Agència dels Estats Units per al Desenvolupament Internacional (USAID); cadascuna d'aquestes oficines havia estat gestionada per un únic funcionari nord-americà. A més, l'administració de Trump va reconèixer que havia eliminat un càrrec directiu de l'oficina de Pequín del Departament d'Agricultura dels Estats Units; Reuters va informar que el càrrec supervisava un programa de seguiment de malalties animals.
L'Administració de Trump també va acabar amb el finançament del programa d'alerta precoç de pandèmia PREDICT a la Xina, que va formar i donar suport al personal de 60 laboratoris estrangers, i el treball de camp va finalitzar el setembre de 2019. Els científics encarregats d'identificar possibles pandèmies ja estaven massa lluny.

#### Esforços per millorar el subministrament de màscares i ventiladors
Des del 2015, el govern federal ha gastat 9,8 milions de dòlars en dos projectes per evitar l'escassetat de màscares, però va abandonar tots dos projectes abans de finalitzar-los. Es va signar un segon contracte BARDA amb Applied Research Associates d'Albuquerque, per dissenyar una màscara amb classificació N95 que es pogués reutilitzar en cas d'emergència sense reduir l'eficàcia. Tot i que els informes federals havien demanat un projecte d'aquest tipus des del 2006, el contracte de l'ARA no es va signar fins al 2017 i va incomplir el termini de finalització de 15 mesos, cosa que va provocar que la pandèmia del 2020 arribés als Estats Units abans que el disseny estigués a punt.
Les epidèmies respiratòries prèvies i la planificació governamental van indicar la necessitat d'un estoc de ventiladors que fos més fàcil d'utilitzar per al personal mèdic menys format. El projecte BARDA Aura va emetre una sol·licitud de propostes el 2008, amb l'objectiu de l'aprovació de la FDA el 2010 o el 2011. Es va adjudicar un contracte per a la producció de fins a 40.000 ventiladors a Newport Medical Instruments, un petit fabricant de ventiladors, amb un preu objectiu de 3.000 dòlars., molt inferior a les màquines més complicades que costaven més de 10.000 dòlars, i va produir prototips amb l'aprovació de la FDA objectiu el 2013. Covidien va comprar NMI i després de demanar més diners per completar el projecte (amb un cost total d'uns 8 milions de dòlars) va demanar al govern que cancel·lés el contracte, dient que no era rendible. El govern va adjudicar un nou contracte de 13,8 milions de dòlars a Philips el 2014. El disseny del Trilogy Evo Universal va obtenir l'aprovació de la FDA el juliol del 2019. El govern va ordenar 10.000 ventiladors el setembre de 2019, amb una data límit a mitjans de 2020 per als primers lliuraments i una data límit. del 2022 per completar els 10.000. Malgrat l'inici de l'epidèmia al desembre, la capacitat de l'empresa per haver produït prou per cobrir la comanda completa i la capacitat del govern per forçar una producció més ràpida, el govern no va arribar a un acord amb Philips per a un lliurament accelerat fins al 10 de març., 2020. A mitjans de març, la necessitat de més ventiladors s'havia fet immediata, i fins i tot en absència de cap contracte governamental, altres fabricants van anunciar plans per fer-ne moltes desenes de milers. Mentrestant, Philips venia una versió comercial, la Trilogy Evo, a preus molt més alts, deixant només 12.700 a l'estoc nacional estratègic el 15 de març.
En comparació amb la petita quantitat de diners gastada en subministraments recomanats per a una pandèmia, l'Estoc Nacional Estratègic va gastar milers de milions de dòlars per crear i emmagatzemar una vacuna contra l'àntrax i prou inoculacions de verola per a tot el país.

#### Estratègies de resposta potencials
El 2016, l'NSC va presentar estratègies i recomanacions contra la pandèmia, com ara avançar ràpidament per detectar completament possibles brots, assegurar un finançament addicional, considerar invocar la Llei de producció de defensa i garantir un equip de protecció suficient disponible per als treballadors sanitaris. L'administració de Trump se'n va informar el 2017, però es va negar a fer-ne política oficial.